# Яралов, Александр Сергеевич
Александр Сергеевич Яралов (1915, Владикавказ — 1997, Нальчик) — советский и российский театральный актёр, театральный деятель, народный артист РСФСР.

## Биография
Александр Сергеевич Яралов родился в 1915 году во Владикавказе. 
В 1932 году поступил в Москве в студию при театре имени Вахтангова, в которой проучился год, затем продолжил учёбу в студии при Русском драматическом театре, открытой в 1933 году в городе Орджоникидзе. В 1936—1947 годах был актёром театра. 
С 1947 года до конца жизни выступал в Государственном театре русской драмы КБАССР (в 1949—1968 годах объединённый театр русской и кабардинской трупп). С тех пор вся его последующая жизнь была связана с Кабардино-Балкарией. Сорок лет проработал в Русском драматическом театре имени М. Горького, из которых 20 лет плодотворно руководил театром, работая в должности директора.
Обладая незаурядным актёрским дарованием,  блистательно исполнял как драматические, так и комедийные роли.
Умер в 1997 году в Нальчике.

### Семья
- Жена — актриса Наталья Сергеева, тоже играла в Русском драматическом театре.

## Награды и премии
- Заслуженный артист Кабардино-Балкарской АССР.
- Заслуженный артист РСФСР (4 февраля 1957).
- Народный артист РСФСР (26 февраля 1975).
- Лауреат Государственной премии КБР.

## Работы в театре
- «Старик» М. Горького — Старик
- «Бешеные деньги» А. Н. Островского — Кучумов
- «Последняя жертва» А.Н. Островского — Лавр Миронович
- «Любовь Яровая» К. Тренева — Роман Кошкин
- «Жених по объявлению» Е. Рацера и В. Константинова — Юрий Михайлович
- «Закон вечности» Н. Думбадзе — Букина
- «Моя профессия — синьор из общества»

## Фильмография
- 1965 — «Герой нашего времени» — эпизод[2]

## Память
- В Нальчике на стене дома 18 по улице Кабардинская, где А. С. Яралов жил с 1965 по 1997 год, установлена мемориальная доска[3].